# Cerodontha carpathica
Cerodontha carpathica är en tvåvingeart som beskrevs av Nowakowski 1972. Cerodontha carpathica ingår i släktet Cerodontha och familjen minerarflugor. Inga underarter finns listade i Catalogue of Life.